# بخش ایمفال
بخش ایمفال (به انگلیسی: Imphal district) یک منطقهٔ مسکونی در هند است که در مانیپور واقع شده‌است.